# Dionizy V
Dionizy V (imię świeckie Joseph Pulikkottil, ur. 12 listopada 1833 w Kunnamkulam, zm. 11 lipca 1907) – duchowny Syryjskiego Kościoła Ortodoksyjnego, w latach 1876-1907 metropolita Malankary. 

## Życiorys
10 października 1856 został wyświęcony na subdiakona, a w 1849 na diakona. Święcenia kapłańskie przyjął 23 sierpnia 1853. Sakrę biskupią otrzymał 26 kwietnia 1865 z rąk patriarchy antiocheńskiego Ignacego Jakuba II. 30 czerwca 1876, w czasie synodu w Mulanthuruthy został wybrany na metropolitę Malankary.
Zmarł 11 lipca 1907 i został pochowany w kościele seminaryjnym w Kottayam.